# Lo Bròc (Alps Marítims)
Lo Bròc (en francès Le Broc) és un municipi francès situat al departament dels Alps Marítims i a la regió de Provença – Alps – Costa Blava.

## Demografia
| 1962                                       | 1968 | 1975 | 1982 | 1990 | 1999  | 2006  |
| ------------------------------------------ | ---- | ---- | ---- | ---- | ----- | ----- |
| 316                                        | 339  | 360  | 422  | 671  | 1.023 | 1.237 |
| Des de 1962: població sense dobles comptes |      |      |      |      |       |       |

## Administració
| Període | Identitat       | Partit |
| ------- | --------------- | ------ |
| 1988-   | Émile Tornatore | PCF    |

## Agermanaments
- Citerna
- Montone (Itàlia)
- San Giustino